# Summers County
Summers County är ett administrativt område i delstaten West Virginia, USA. År 2000 hade countyt 27 078 invånare. Den administrativa huvudorten (county seat) är Hinton.  

## Geografi
Enligt United States Census Bureau så har countyt en total area på 952 km². 935 km² av den arean är land och 17 km² är vatten. 

### Angränsande countyn
- Greenbrier County - nordost
- Monroe County - öst
- Mercer County - sydväst
- Raleigh County - väst
- Fayette County - nordväst
- Giles County, Virginia - söder och sydväst